# Kym Barrett
Kym Barrett  (* 11. August 1965 in Brisbane, Australien) ist eine australische Kostümbildnerin, die des Öfteren für den Saturn Award nominiert wurde.

## Leben
Kym Barrett absolvierte ihre Ausbildung zur Kostümbildnerin an der University of New England sowie an dem renommierten National Institute of Dramatic Art (NIDA). Danach begann sie ihre Karriere am Theater in Australien. Nach acht Jahren wechselte sie in die Filmbranche und zog in die USA. Zuerst war sie im Bereich der Werbung tätig. 1992 war sie Assistentin in der Kostümabteilung des Films Strictly Ballroom – Die gegen alle Regeln tanzen. Ihr Filmdebüt als Hauptverantwortliche gab sie schließlich 1996 in dem Film William Shakespeares Romeo + Julia. Danach war Barrett bei Zero Effect, Three Kings – Es ist schön König zu sein, Titan A.E., Red Planet und 2001 bei From Hell tätig. 2003 designte Barrett im Horror-Thriller Gothika und 2005 in der Komödie Das Schwiegermonster die Kostüme. 2006 arbeitete sie beim Film Eragon – Das Vermächtnis der Drachenreiter und zwei Jahre später bei Die Kinder der Seidenstraße mit. 2011 agierte sie in The Green Hornet und 2012 in The Amazing Spider-Man.

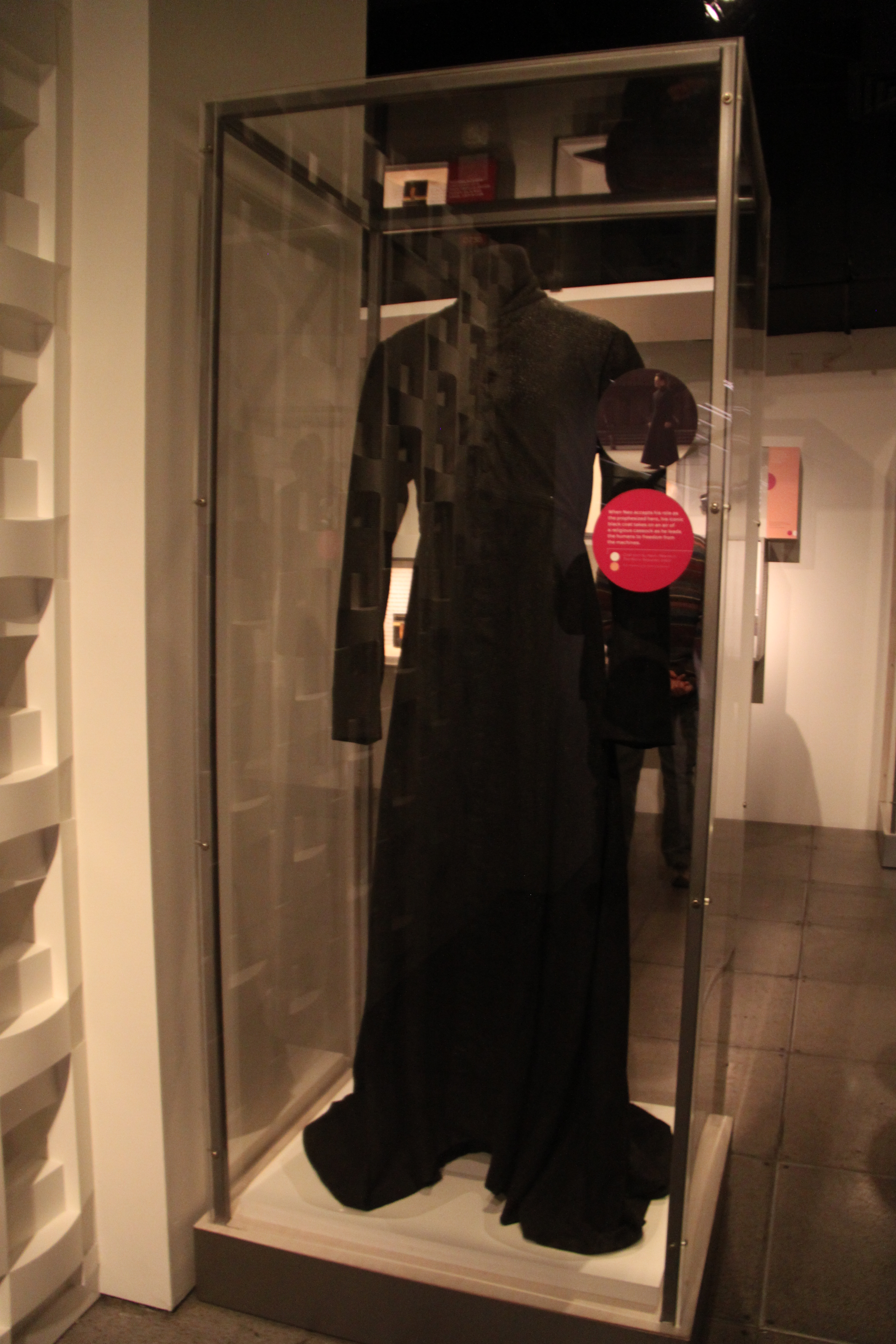
Kostüm von Keanu Reeves im Film Matrix (1999)

Sie wird auch immer wieder von den Wachowski-Geschwistern eingesetzt, wie in den Matrix Filmen, Speed Racer, Cloud Atlas und Jupiter Ascending.
Sie kreierte auch die Kostüme des Cirque du Soleil. Darüber hinaus war sie 2013 für die Kostüme von William Shakespeares Der Sturm an der Metropolitan Opera in New York City zuständig und 2014 für die Eröffnungszeremonie der Olympischen Winterspiele 2014 in Sotschi. 

## Filmografie
- 1996: William Shakespeares Romeo + Julia
- 1998: Zero Effect
- 1999: Matrix
- 1999: Three Kings – Es ist schön König zu sein
- 2000: Titan A.E.
- 2000: Red Planet
- 2001: From Hell
- 2003: Final Flight of the Osiris
- 2003: Matrix Reloaded
- 2003: Enter the Matrix
- 2003: Matrix Revolutions
- 2003: Gothika
- 2004: GoldenEye: Rogue Agent
- 2005: Das Schwiegermonster
- 2005: Wo die Liebe hinfällt …
- 2006: The Virgin of Juarez
- 2006: Eragon – Das Vermächtnis der Drachenreiter
- 2008: Die Kinder der Seidenstraße
- 2008: Speed Racer
- 2011: The Green Hornet
- 2012: The Amazing Spider-Man
- 2012: Cloud Atlas
- 2014: Jane the Virgin (Fernsehserie, 1 Folge)
- 2015: Jupiter Ascending
- 2016: The Nice Guys
- 2016: The Shallows – Gefahr aus der Tiefe
- 2017: Will (Fernsehserie, 1 Folge)
- 2017: Barry Seal: Only in America
- 2018: Aquaman
- 2019: Wir

## Auszeichnungen
Saturn Award
- 1997: Nominierung für William Shakespeares Romeo + Julia
- 2000: Nominierung für Matrix
- 2002: Nominierung für From Hell
- 2004: Nominierung für Matrix Revolutions
- 2013: Nominierung für Cloud Atlas
- 2019: Nominierung für Aquaman

Australian Film Institute
- 2008: Nominierung für Die Kinder der Seidenstraße

Broadcast Film Critics Association
- 2013: Nominierung für Cloud Atlas

Costume Designers Guild
- 2000: Nominierung für Matrix
- 2007: Nominierung für Eragon – Das Vermächtnis der Drachenreiter
- 2013: Nominierung für Cloud Atlas
- 2019: Nominierung für Aquaman

Deutscher Filmpreis
- 2013:  Auszeichnung  für Cloud Atlas

Satellite Award
- 2002: Nominierung für From Hell
- 2012: Nominierung für Cloud Atlas